# Art israélien

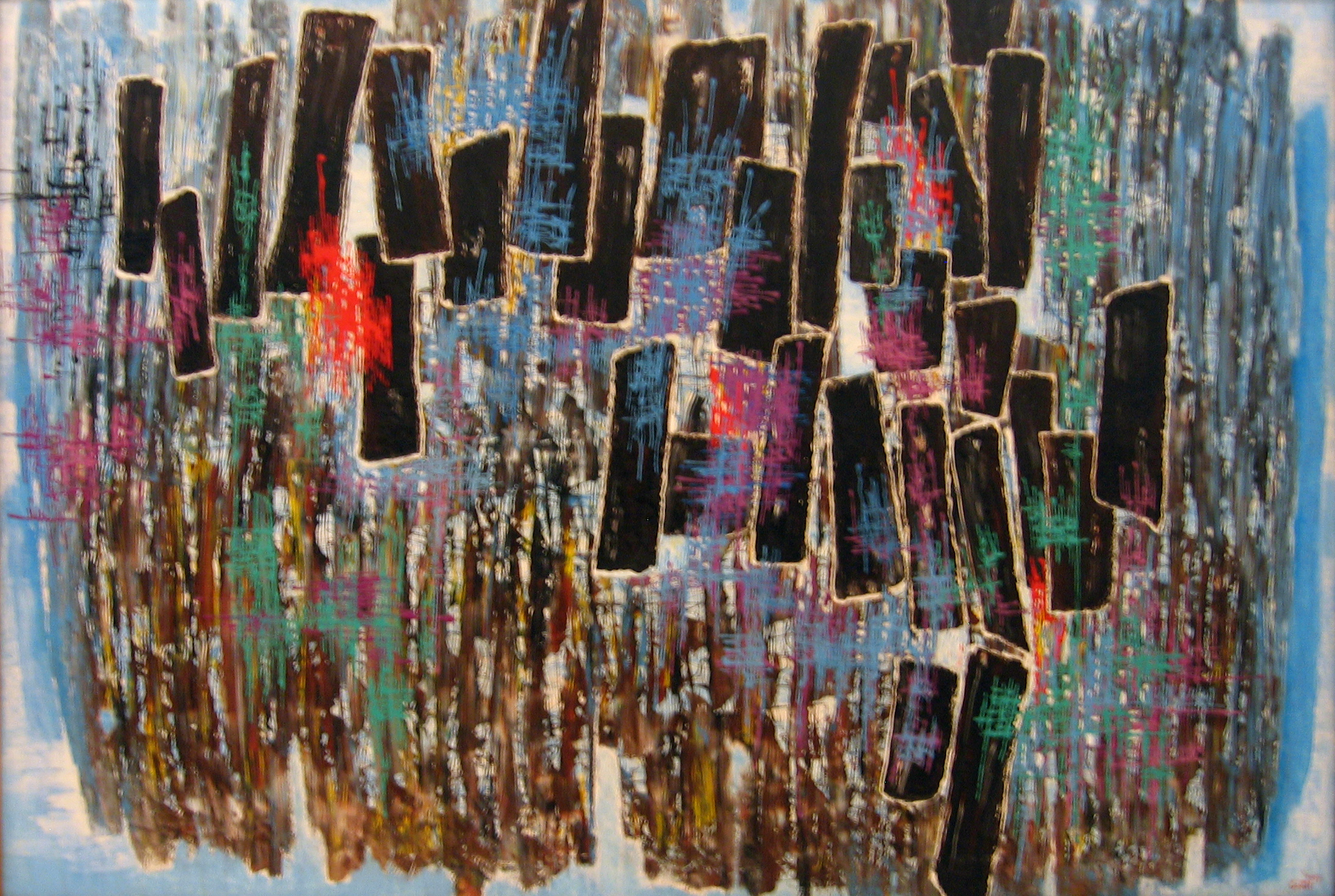
Alléluia, Moshe Castel (Musée d'art Moshe Castel, Maale Adummim)

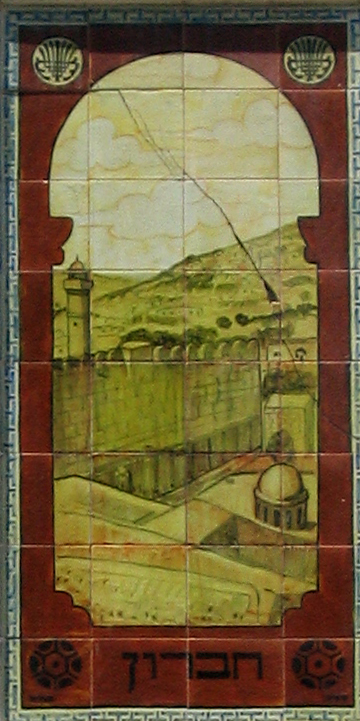
A l'ecole de Ehad Haam, Jerusalem

L'art israélien englobe l'art plastique créé d'abord dans la région de Palestine, de la fin du XIXe siècle jusqu'en 1948, puis en Israël et dans les territoires palestiniens occupés, par des artistes israéliens. Il englobe un large éventail de techniques, de styles et de thèmes reflétant un dialogue avec l'art juif à travers les âges et des tentatives de formuler une identité nationale.

## Contour
Dans la Palestine du XIXe siècle, l'art décoratif est dominant et se limite en grande partie aux sujets religieux et liés à la Terre sainte, répondant aux besoins des visiteurs et des habitants. La peinture reste généralement dans les limites de l’orientalisme et les premières photographies ont tendance à l’imiter.
Au début du XXe siècle, l’école d’art Bezalel de Boris Schatz ouvre ses portes à Jérusalem. À l'époque l'école prêche des œuvres artisanales inspirées de l'orientalisme et de l'art nouveau.
Dans les années 1920, de nombreux peintres juifs fuyant les pogroms en Europe d'Est s'installent à Tel-Aviv.
En 1925 Yitzhak Frenkel / Alexandre Frenel, est considéré comme le père de l'art moderne israélien. Il a apporte à la Palestine l'influence de l'École de Paris ; en enseignant et en encadrant de nombreux grands artistes émergeant à Tel-Aviv dans l'État naissant,,. Cela a conduit à la montée en importance de Tel-Aviv dans le domaine des arts par rapport à Jérusalem.
En outre, avec d'autres artistes, il a dirigé le mouvement des artistes israéliens vers le quartier des artistes de Safed, menant à un âge d'or de l'art dans la ville au cours des années 1950, 1960 et 1970.